# Imbleville
Imbleville est une commune française située dans le département de la Seine-Maritime en région Normandie.

## Géographie

### Localisation
La commune est située dans le pays de Caux.
| Le Torp-Mesnil | Val-de-Saâne | Val-de-Saâne |
| Lindebeuf      | Imbleville   | Val-de-Saâne |
| Vibeuf         | La Fontelaye | Val-de-Saâne |

### Hydrographie
La commune est située dans le bassin Seine-Normandie. Elle est drainée par la Saâne,.
La Saâne, d'une longueur de 40 km, prend sa source dans la commune de Yerville et se jette  dans la Mancheen limite des communes d'Sainte-Marguerite-sur-Mer et de Quiberville-sur-Mer, après avoir traversé 24 communes. Les caractéristiques hydrologiques de la Saâne sont données par la station hydrologique située sur la commune de Val-de-Saâne. Le débit moyen mensuel est de 0,464 m3/s. Le débit moyen journalier maximum est de 7,51 m3/s, atteint lors de la crue du 26 décembre 1999. Le débit instantané maximal est quant à lui de 21,5 m3/s, atteint le même jour.

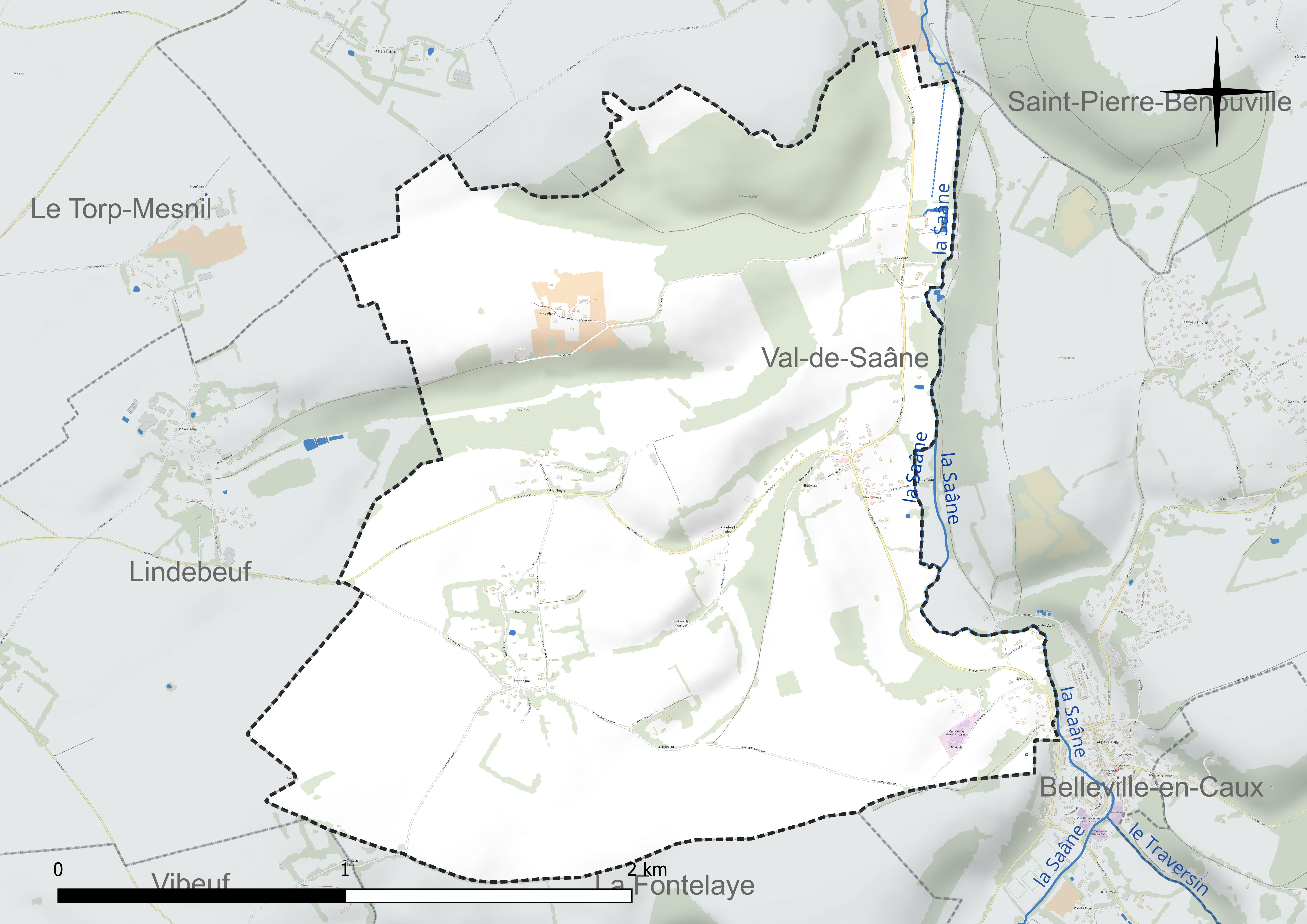
Réseau hydrographique d'Imbleville.

### Climat
Pour des articles plus généraux, voir Climat de la Normandie et Climat de la Seine-Maritime.
En 2010, le climat de la commune est de type climat océanique altéré, selon une étude du CNRS s'appuyant sur une série de données couvrant la période 1971-2000. En 2020, Météo-France publie une typologie des climats de la France métropolitaine dans laquelle la commune est exposée à un climat océanique et est dans la région climatique Côtes de la Manche orientale, caractérisée par un faible ensoleillement (1 550 h/an) ; forte humidité de l’air (plus de 20 h/jour avec humidité relative > 80 % en hiver), vents forts fréquents. Parallèlement le GIEC normand, un groupe régional d’experts sur le climat, différencie quant à lui, dans une étude de 2020, trois grands types de climats pour la région Normandie, nuancés à une échelle plus fine par les facteurs géographiques locaux. La commune est, selon ce zonage, exposée à un « climat maritime », correspondant au Pays de Caux, frais, humide et pluvieux, légèrement plus frais que dans le Cotentin.
Pour la période 1971-2000, la température annuelle moyenne est de 10,3 °C, avec une amplitude thermique annuelle de 13,9 °C. Le cumul annuel moyen de précipitations est de 901 mm, avec 13,5 jours de précipitations en janvier et 8,5 jours en juillet. Pour la période 1991-2020, la température moyenne annuelle observée sur la station météorologique la plus proche, située sur la commune d'Ectot-lès-Baons à 13 km à vol d'oiseau, est de 10,8 °C et le cumul annuel moyen de précipitations est de 905,5 mm,. Pour l'avenir, les paramètres climatiques de la commune estimés pour 2050 selon différents scénarios d'émission de gaz à effet de serre sont consultables sur un site dédié publié par Météo-France en novembre 2022.

## Urbanisme

### Typologie
Au 1er janvier 2024, Imbleville est catégorisée commune rurale à habitat dispersé, selon la nouvelle grille communale de densité à sept niveaux définie par l'Insee en 2022.
Elle est située hors unité urbaine. Par ailleurs la commune fait partie de l'aire d'attraction de Rouen, dont elle est une commune de la couronne,. Cette aire, qui regroupe 317 communes, est catégorisée dans les aires de 200 000 à moins de 700 000 habitants,.

### Occupation des sols
L'occupation des sols de la commune, telle qu'elle ressort de la base de données européenne d’occupation biophysique des sols Corine Land Cover (CLC), est marquée par l'importance des territoires agricoles (84,4 % en 2018), en augmentation par rapport à 1990 (82,5 %). La répartition détaillée en 2018 est la suivante : 
terres arables (51,2 %), prairies (25,6 %), forêts (14,7 %), zones agricoles hétérogènes (7,6 %), zones urbanisées (0,9 %). L'évolution de l’occupation des sols de la commune et de ses infrastructures peut être observée sur les différentes représentations cartographiques du territoire : la carte de Cassini (XVIIIe siècle), la carte d'état-major (1820-1866) et les cartes ou photos aériennes de l'IGN pour la période actuelle (1950 à aujourd'hui).

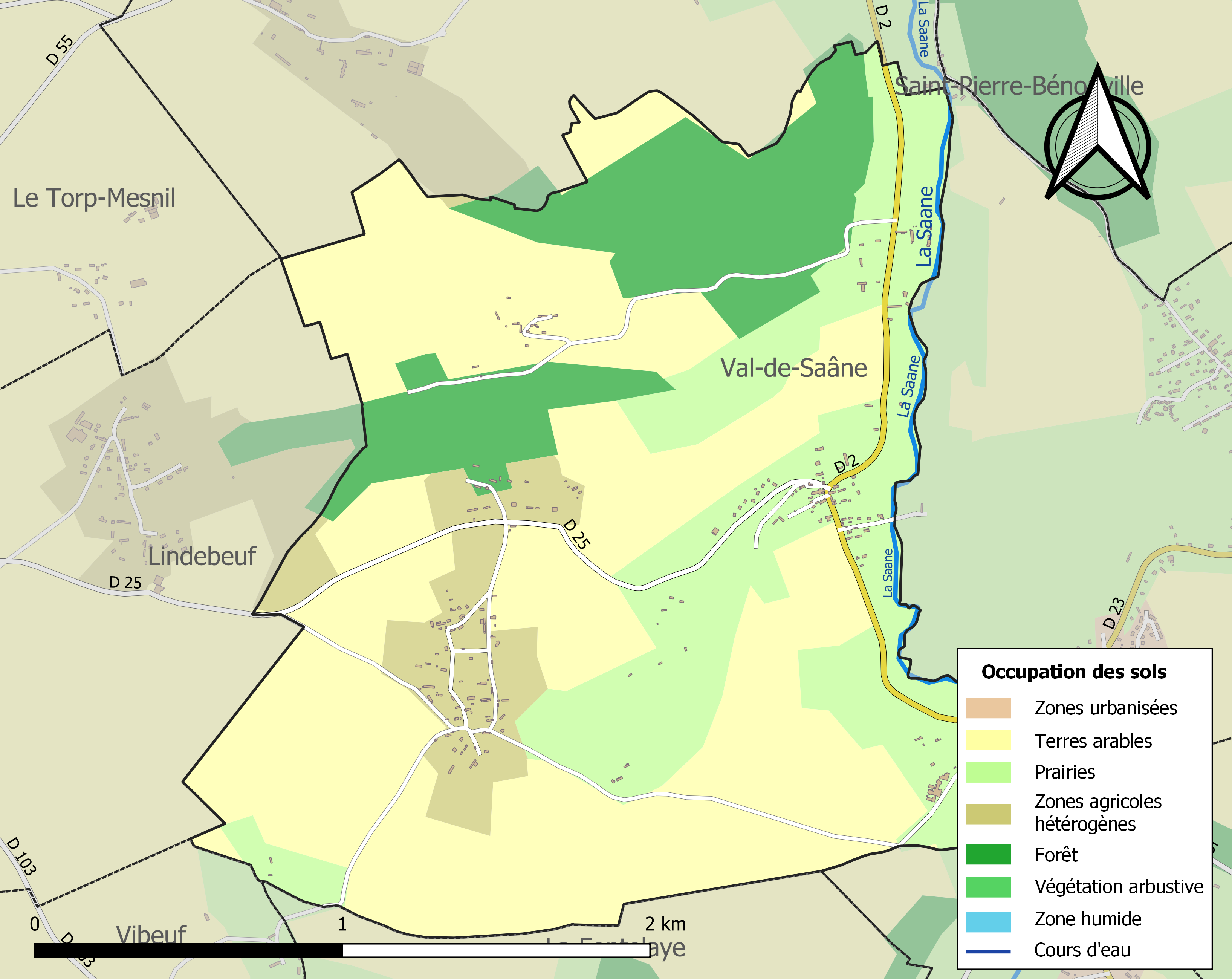
Carte des infrastructures et de l'occupation des sols de la commune en 2018 (CLC).

## Toponymie
Le nom de la localité est attesté sous les formes Ecclesia de Winbelevilla et Winbelevilla en 1142 et 1146 ; Wibesvilla au XIIe siècle; Winblevilla au XIIIe siècle ; Ecclesia de Winbelevilla vers 1240 ; In decimis de Wimbelevilla en 1218 ; de Amblevilla en 1248 ; Sire de Imbleville en 1302 ; Ymblevilla en 1337; Vinbleville entre 1398, 1403 et 1422 ; Seigneurie d'Imbleville en 1421, 1422 et en 1423 ; Vinblevilla en 1431 (Longnon) ; Seigneurie d'Imbleville ; et Imbleville en 1458 ; Saint Jean Baptiste d'Imbleville en 1714 ; Imbleville en 1715 (Frémont) et en 1757 (carte de Cassini).

### Micro-toponymie
Le hameau Etohague : Estohagues en 1262, de stod haga « enclos pour les chevaux ».

## Politique et administration
| Période                                  | Période                    | Identité                           | Étiquette | Qualité                                                                                      |
| ---------------------------------------- | -------------------------- | ---------------------------------- | --------- | -------------------------------------------------------------------------------------------- |
| Les données manquantes sont à compléter. |                            |                                    |           |                                                                                              |
|                                          |                            | Pierre François Lehayer de Bimorel |           |                                                                                              |
| 1852                                     | 1876                       | Louis Godfin                       |           |                                                                                              |
| 1904                                     |                            | Gustave Godfin                     |           |                                                                                              |
| mars 1965                                |                            | Albert Sortambosc                  |           |                                                                                              |
| Les données manquantes sont à compléter. |                            |                                    |           |                                                                                              |
| mars 1983                                | mars 2001                  | Henri Paumier                      |           | Agriculteur                                                                                  |
| mars 2001                                | 2014                       | Jean-Pierre Paillette              | DVD       | Agriculteur retraité                                                                         |
| 2014                                     | En cours (au 10 août 2020) | Robert Vegas                       |           | Enseignant Vice-président de la CC Terroir de Caux (2020 → ) Réélu pour le mandat 2020-2026, |

## Démographie
L'évolution du nombre d'habitants est connue à travers les recensements de la population effectués dans la commune depuis 1793. Pour les communes de moins de 10 000 habitants, une enquête de recensement portant sur toute la population est réalisée tous les cinq ans, les populations de référence des années intermédiaires étant quant à elles estimées par interpolation ou extrapolation. Pour la commune, le premier recensement exhaustif entrant dans le cadre du nouveau dispositif a été réalisé en 2007.

En 2022, la commune comptait 315 habitants, en évolution de +0,32 % par rapport à 2016 (Seine-Maritime : +0,35 %, France hors Mayotte : +2,11 %).
| 1793 | 1800 | 1806 | 1821 | 1831 | 1836 | 1841 | 1846 | 1851 |
| ---- | ---- | ---- | ---- | ---- | ---- | ---- | ---- | ---- |
| 581  | 588  | 595  | 655  | 709  | 781  | 727  | 695  | 680  |

| 1856 | 1861 | 1866 | 1872 | 1876 | 1881 | 1886 | 1891 | 1896 |
| ---- | ---- | ---- | ---- | ---- | ---- | ---- | ---- | ---- |
| 635  | 630  | 604  | 614  | 583  | 485  | 514  | 439  | 400  |

| 1901 | 1906 | 1911 | 1921 | 1926 | 1931 | 1936 | 1946 | 1954 |
| ---- | ---- | ---- | ---- | ---- | ---- | ---- | ---- | ---- |
| 331  | 340  | 338  | 311  | 305  | 322  | 318  | 270  | 253  |

| 1962 | 1968 | 1975 | 1982 | 1990 | 1999 | 2006 | 2007 | 2012 |
| ---- | ---- | ---- | ---- | ---- | ---- | ---- | ---- | ---- |
| 215  | 204  | 200  | 251  | 257  | 276  | 296  | 299  | 313  |

| 2017 | 2022 | - | - | - | - | - | - | - |
| ---- | ---- | - | - | - | - | - | - | - |
| 307  | 315  | - | - | - | - | - | - | - |

## Culture locale et patrimoine

### Lieux et monuments
- Le château d'Imbleville est situé le long de la route de la vallée de la Saâne. On l'a surnommé la « Perle de la Saâne ». Il apparaît parfois dans certains écrits sous le nom de « château du Vivier », « château de la Couture », ou « Manoir de Bimorel ». Il a été inscrit monument historique par arrêté du 1er février 1944[32].
- La croix de cimetière d'Imbleville, inscrite comme monument historique depuis le 21 novembre 2006[33].

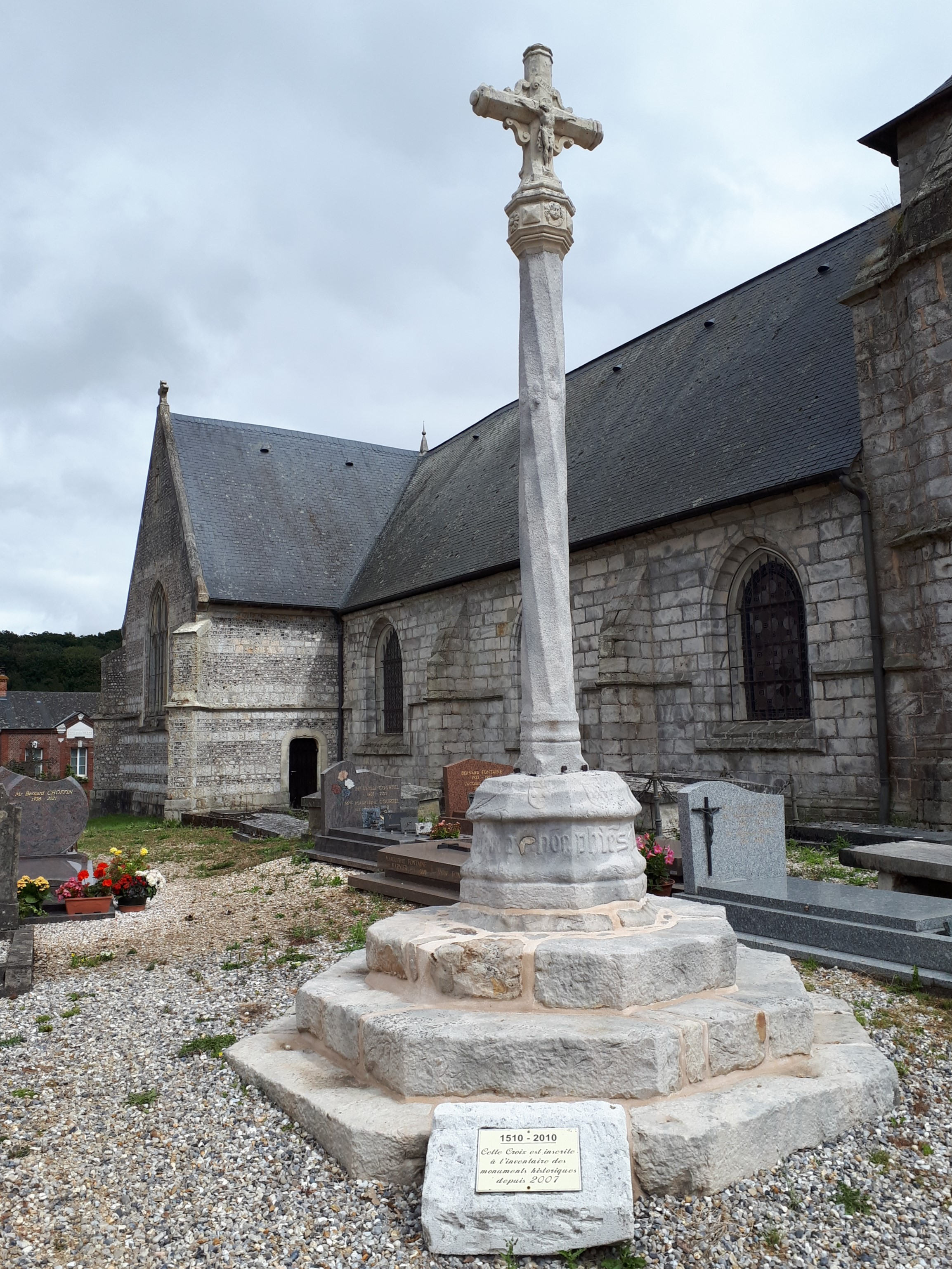
Croix de cimetière.

### Personnalités liées à la commune
- Daniel de Folleville de Bimorel (1842-1916), homme politique, né à Imbleville.